# Paradoxe de l'égalité des sexes
Vous pouvez aider à l'améliorer ou bien discuter des problèmes sur sa page de discussion.
- Il doit être recyclé. La réorganisation et la clarification du contenu sont nécessaires. (Marqué depuis juin 2024)

La part de femmes en STIM (science, technologie, ingénierie et mathématiques) en fonction du Global Gender Gap Index dans différents pays.

Le paradoxe de l'égalité des sexes est pour les uns une théorie controversée, pour les autres une observation selon laquelle plus les pays sont progressistes en matière d'égalité entre les sexes, moins les filles choisiraient d'étudier les matières mathématiques et scientifiques, par comparaison à des pays moins progressistes. Les données contestées à l'origine de cette théorie sont considérées comme un paradoxe dans la mesure ou cela réfute la prédiction que les progrès de l'égalité de genre réduiraient les différences de genre. Nombre de discussions dans les médias sur ce  sujet remontent à la publication d'une étude de Gijsbert Stoet et David C. Geary (en),,,,,,, bien que le débat soit plus ancien dans les pays scandinaves. Cette étude s'est penchée sur le déséquilibre entre les sexes dans leur « propension » à s'orienter vers quatre domaines d'études, les sciences, la technologie, l'ingénierie et les mathématiques (STIM) en fonction des pays. Elle a mis en avant que la proportion de femmes se disant désireuses de poursuivre des études en STIM est inversément corrélé à l'index du Global Gender Gap Report. 
Dans le monde académique, l'étude de Stoet et Geary a fait l'objet de critiques diverses, dont des accusations de chiffres non réplicables, conduisant ses auteurs à publier des correctifs et explications sur les chiffres réellement employés, sans faire taire les critiques sur le fond,.

## Le paradoxe
Le paradoxe de l'égalité des sexes est le constat que la sous-représentation des femmes dans les domaines à forte intensité mathématique est restée constante ou a même augmenté dans la plupart des pays développés au cours des deux dernières décennies,. Cette sous-représentation apparaît en outre plus prononcée dans les pays plus développés,, et dans les pays où l'égalité des sexes est plus grande en termes d'opportunités et de droits économiques et politiques,. C’est ce phénomène qui a été appelé le « paradoxe de l'égalité des sexes ».
Le paradoxe de l'égalité des sexes amène donc à penser que les pays les plus égalitaires sur le plan du genre, comme les pays scandinaves, sont ceux où la proportion de femmes qui décident de se diriger vers une carrière en Sciences, Technologie, Ingénierie et Mathématiques (STIM) est moindre. Alors qu'on trouve plus de femmes qui embrassent ces carrières dans des pays moins égalitaires. Ce paradoxe est souvent relié à une étude de Gijsbert Stoet et David Geary de 2018 portant sur la propension des femmes à faire des études dans le domaine des STIM mais le débat sur des sujets proches, dont la ségrégtion du travail en fonction du genre existait avant cela,.
L'observation entre en contradiction avec les théories qui prédisent qu'une égalité de genre plus grande minimisera les différences entre les genres. À l'inverse, elle parait compatible avec les théories (relevant de l'essentialisme ou de la Psychologie évolutionniste) qui prédisent que l'égalité de genre confortera l'expression de différences liées au genre, supposées innées.

## Chronologie

### Étude internationale sur les différences de genre en mathématiques (2010)
Une première étude largement citée a été publiée en 2010 ; elle porte sur les différences entre les garçons et les filles dans les rapports aux mathématiques dans 69 pays. Les auteurs constatent qu'il n'y a globalement pas de différence liée au genre concernant les aptitudes mathématiques. Par contre, l'étude note des différences significatives dans l'attirance  et les affects liés aux mathématiques : les garçons se sentent plus attirés par cette discipline que les filles, et l'ampleur de ces différences varie significativement de pays à pays. Les chercheuses ont voulu identifier les caractéristiques des pays qui ont une influence sur ces différences.
Les facteurs fortement corrélés pour expliquer cette différence sont : l'égalité dans l'accès à l'éducation, la proportion de femmes au parlement et le taux de femmes dans les carrières de recherche. Les chercheuses notent que l'égalité de genre est difficile à approcher en tant que concept univoque. Elles recommandent de plutôt conceptualiser séparément ses différentes composantes, comme l'égalité de genre en matière d'accès à l'éducation et l'égalité de genre en politique, qui ne seraient pas fortement corrélées, plutôt que les indicateurs composites.

### Étude princeps sur le paradoxe de l'égalité des sexes (2018)

#### L'étude
La mention la plus citée du paradoxe de l'égalité des sexes semble être une étude publiée en 2018 par Stoet et Geary,.
L'étude a analysé les résultats de l'enquête PISA de  2015 (472 242 dans 67 pays et régions)  qui était focalisée cette année-là  sur les aptitudes et les attitudes vis-à-vis des sciences et des mathématiques. Ces résultats ont été mis en parallèle avec le niveau d'égalité de genre tel que défini par le Global Gender Gap Index et fait apparaitre une corrélation négative. Le choix de cet indice par les auteurs a été critiqué.
Les auteurs suggèrent deux causes possibles liées à ce résultat inattendu. Le premier a trait à la théorie de la valeur des attentes (en) qui suggère que les étudiants déterminent leurs choix en matière d'éducation supérieure en fonction de leurs forces relatives. La théorie de la valeur des attentes est souvent utilisée pour expliquer la différence entre les choix professionnels des hommes et des femmes[réf. nécessaire].

#### Critiques
À la suite de premières critiques qui portaient d'une part sur la mention de taux de femmes diplômées différents des chiffres officiels, et d'autre part sur le caractère non significatif des corrélations avec le niveau d'égalité entre hommes et femmes, Stoet et Geary ont publié une réponse expliquant que les écarts venaient du fait qu'ils n'avaient pas comptabilisé les femmes faisant des études dans les sciences de la vie. Si ces parcours avaient été intégrés dans le calcul, les écarts auraient été  plus faibles. Pour eux, les débats portent surtout sur la sous-représentation des femmes dans les sciences « inorganiques », telles que l'informatique. Ils expliquent ce choix par une hypothèse de travail selon laquelle le choix des carrières scientifiques relève pour partie d'intérêts innés. Cette hypothèse a été jugée irréaliste par leurs critiques, notamment parce que la part d'inné et d'acquis dans des préférences de ce type est impossible à établir,.
Les chiffres affichés par Stoet et Geary sur le taux de diplômées ne correspondaient pas aux chiffres publiés par l'Unesco alors qu'ils les mentionnaient comme source. Stoet et Geary firent paraître en 2019 un correctif expliquant qu'ils ne prenaient pas en compte le pourcentage de femmes diplômées en sciences comme ils l'avaient initialement annoncé, mais un ratio de leur conception visant à mesurer le degré de « propension » des femmes par rapport aux hommes d'un pays donné à obtenir ce diplôme. 12 autres corrections furent apportées.
Une autre critique portait sur la pertinence de prendre comme variable explicative l'indice d'inégalité de genre (GGGI), un indice composite contesté, pour conclure à un lien de cause à effet et donc à un « paradoxe ».

#### Études discordantes
Une autre étude a mesuré à la fois des stéréotypes de genre implicites plus forts tels que mesurés par l'IAT et des stéréotypes explicites mesurés par un simple questionnaire dans différents pays et a montré une relation inverse avec la représentation des femmes dans la science dans ces pays.
D'autres études ont remis en question l'idée selon laquelle l'intérêt déclaré est une bonne mesure de l'intérêt intrinsèque,,. Par exemple, une étude a révélé que le nombre de femmes dans un domaine prédit les stéréotypes que les gens ont sur ce domaine. À ce sujet, il existe une autre étude qui a mis en évidence une relation entre le sexisme perçu dans un programme menant à un diplôme et l’intérêt exprimé par les filles qui s'y intéressent. D’autres études ont montré qu’il existait un chevauchement important entre les attentes des parents et des enseignants concernant le genre et les STIM et ce que ces enfants expriment. Par exemple, une étude a révélé que les parents étaient moins susceptibles de penser que leurs filles seraient intéressées par les domaines des STIM et que cette conviction était un puissant prédicteur des futures attitudes et capacités en sciences. D'autres études longitudinales ont révélé un effet similaire entre la prédiction de la réussite de sa fille dans les STIM par une mère et les choix de carrière ultérieurs de la fille. Il a été démontré que des analyses similaires des effets de biais chez les enseignants en associant les STIM à des garçons plutôt qu'à des filles prédisaient également un intérêt futur pour les STIM.

### Étude sur les préférences sexospécifiques et l'égalité des sexes (2018)
En 2018, Armin Falk et Johannes Hermle ont examiné des données sur 80 000 personnes dans 76 pays pour découvrir ce qui pourrait influencer les différences de préférences liées au sexe, telles que la volonté de prendre des risques, la patience, l'altruisme, la réciprocité positive et négative. Pour la Fédération Suisse des Psychologues, « De nombreuses explications, dont l'importance des rôles sociaux, peuvent expliquer ce résultat. Si [l']étude soutient plutôt la deuxième hypothèse [dite hypothèse des ressources], les chercheurs restent toutefois prudents et recommandent d'étudier plus en détail cette tendance pour en connaître les véritables causes sous-jacentes »,.
Leur principale observation est que plus il y a d'égalité des chances pour les femmes, plus les femmes diffèreraient des hommes dans leurs préférences. Ces résultats statistiques pourraient aider à expliquer la conclusion de Stoet et Geary selon laquelle les choix éducatifs des femmes divergent de ceux des hommes dans les pays où l'égalité des sexes est plus grande, car une plus grande égalité des sexes pourrait faire diverger leurs préférences des hommes.

### Document de réflexion de l'UNESCO (2018)
Un document de réflexion de l'UNESCO de 2018 reprend à son compte l'existence du paradoxe décrit par Gijsbert Stoet et David C. Geary, et l'étend au domaine des TIC (Technologie de l'Information et de la communication), relevant que dans les pays à faible niveau d'égalité des genres, comme les pays arabes, le pourcentage de femmes poursuivant des études supérieures en technologie est plus élevé que dans les pays moins inégalitaires. Le document de réflexion complémentaire montre la servilité exprimée par de nombreux assistants numériques ayant l’aspect d’une jeune femme, « illustration flagrante des préjugés sexistes véhiculés par les produits technologiques »  [Pas clair. Cette section ne nous apprend rien de pertinent par rapport à l'étude.][non pertinent].

### Étude sur le lien entre attitude des parents et choix des sciences et technologies (2019)
Dans une étude de 2019 sur l'effet de l'attitude des parents sur les choix éducatifs des enfants, Guo et al. affirment que les études telles que celle de Stoet et Geary en 2018 ont une lacune, celle de ne s'intéresser qu'à l'égalité de genre au niveau de pays. Ils se penchent ainsi sur l'interaction entre les facteurs nationaux ou « macrosociaux », comme l'égalité de genre et le développement économique, et les phénomènes familiaux, qui sont microsociaux. Leur analyse statistique indique un effet du rôle de modèle parental plus fort dans des pays plus socio-économiquement développés, où il y a également une plus forte égalité de genre. Ils soulignent en particulier l'effet de la mère : quand celle-ci fait carrière dans les sciences et technologies, cela pousserait plus la fille à faire carrière dans ce domaine que dans le cas du père, et plus fortement dans les pays plus riches, qui connaissent une plus grande égalité des sexes. Un élément d'explication possible, selon les auteurs, serait que les économies des pays en développement, recherchant la croissance, sont plus tournés vers le développement de l'industrie, tandis qu'une plus grande prospérité tend à favoriser le secteur des services. Dans ce dernier, la main-d’œuvre serait avant tout féminine parce que cela est plus en adéquation avec les stéréotypes traditionnels des rôles de genre, et ce phénomène serait favorisé dans les pays plus développés en raison d'un plus grand rôle du modèle parental,.

### Étude sur les stéréotypes de genre comme origine du paradoxe de l'égalité des sexes (2020)
En 2020, les travaux de Thomas Breda, Elyès Jouini, Clotilde Napp et Georgia Thebault, étudiant le « soi-disant paradoxe de l'égalité entre les sexes » confirment que les écarts entre garçons et filles en termes d'intentions de poursuite d'études mathématiques sont positivement corrélés aux mesures de développement ou d'égalité. Mais ils montrent également et surtout que les stéréotypes d'association entre hommes et mathématiques (mesurés par un indice qu'ils construisent, le GMS) sont à la fois positivement corrélés aux mesures de développement et d'égalité et positivement corrélés aux écarts en termes d’intentions de poursuivre en mathématiques. De plus, les effets du développement ou des inégalités sur les intentions, sont systématiquement inférieurs à l’impact des stéréotypes. Notamment l'idée que « Les maths ce n'est pas pour les filles », est un stéréotype plus répandu dans les pays développés et égalitaires que dans les autres et lorsque GMS est inclus comme contrôle, toutes les relations entre le développement ou l'égalité et les écarts d’intentions disparaissent. En revanche, l'association entre le GMS et les écarts d’intentions est pratiquement inchangé lorsqu'une mesure du développement ou de l'égalité est incluse comme contrôle.
Selon Thomas Breda, Elyès Jouini, Clotilde Napp et Georgia Thebault, les pays plus égalitaires et économiquement plus développés ont également développé des valeurs plus émancipatrices, individualistes et progressistes qui accordent beaucoup d'importance à la réalisation de soi et à l'expression de soi. Pour s'exprimer, les individus de ces pays doivent en quelque sorte se définir et pourraient alors se rabattre sur des identités de groupe et notamment de genre. Les normes de genre donnent alors aux individus un contexte, un cadre auquel ils peuvent s’identifier.

## Hypothèses essentialiste
Suivant l'interprétation essentialiste, les observations soutiennent l'hypothèse que lorsque les besoins essentiels sont satisfaits, les individus sont plus à même d'exprimer leurs préférences. Ainsi les filles et les garçons peuvent suivre leurs goûts et inclinations plus librement et révèlent alors des différences genrées innées.